# Etoudi
Etoudi est un quartier de Yaoundé, capitale du Cameroun, situé dans la commune d'arrondissement de Yaoundé I. Il est principalement connu pour abriter le Palais de l'Unité, résidence officielle du président de la République depuis 1982.

## Toponymie
Le nom Etoudi dérive du groupe autochtone Etoudi, appartenant à l'ethnie Ewondo Beti.

## Histoire

### Origines et migrations
Les Etoudi font partie du grand groupe ethnique Fang-Bétis du Cameroun. Originaires de la vallée de la Sanaga, ils migrent vers le sud au XVIᵉ-XVIIᵉ siècle sous la pression expansionniste d'Ousman Dan Fodio. 

### Implantation à Yaoundé
Après leur migration, les Etoudi s'établissent progressivement dans la région du Mfoundi, notamment dans les zones d'Etoudi, Nkozoa, Okollo et Olembe. Leur présence est historiquement liée au Palais de l'Unité, construit sur une colline où leurs ancêtres pratiquaient des rites mystiques.

### Structure sociale
- Organisation traditionnelle : Contrairement à d'autres groupes Bétis, les Etoudi reconnaissent une figure patriarcale appelée Zomelo’o, assisté par un conseil de sages Ntombah.
- Symbolisme du pouvoir : Le Palais de l'Unité est considéré comme un « totem » spirituel, marquant leur lien historique avec le pouvoir d'État. Les présidents Ahidjo et Paul Biya auraient consulté les chefs traditionnels Etoudi avant sa construction.

### Diaspora
Les Etoudi sont dispersés dans plusieurs régions camerounaises :
- Départements du Mbam et Kim, Mefou, Nyong et Soo
- Régions d'Ebolowa, Akom II et Dja-et-Lobo.

### Personnalités marquantes
- Nti Etoundi Ngoa Laurent Serge
- Martin Aristide Okouda
- Antoine Tsimi[3].

## Géographie

### Localisation et relief
Etoudi s'étend sur les collines du nord-ouest de Yaoundé, à proximité du Mont Nkolodom. Le quartier est traversé par la rivière Mfoundi, sujet à des inondations historiques.